# Albanie au Concours Eurovision de la chanson
L'Albanie participe au Concours Eurovision de la chanson, depuis sa quarante-neuvième édition, en 2004, et ne l’a encore jamais remporté.

## Participation
Le pays participe depuis 2004, sans avoir manqué d'édition.
Depuis l'instauration des demi-finales, en 2004, l'Albanie a manqué neuf finales du concours : en 2006, 2007, 2011, 2013, 2014, 2016, 2017, 2022 et 2024.

## Organisation
Le représentant albanais au concours est choisi lors d'une sélection nationale appelée Festivali I Këngës (Festival de la Chanson) et diffusée sur la télévision publique albanaise, la RTSH. 

## Résultats
L'Albanie n'a encore jamais remporté le concours. 
Le meilleur classement du pays en finale demeure jusqu'à présent la cinquième place de Rona Nishliu en 2012. En demi-finale, le pays a terminé à deux reprises à la deuxième place, en 2012 et 2025. Il n'a jamais terminé à la dernière place, ni obtenu de nul point.

## Pays hôte
L'Albanie n'a encore jamais organisé le concours.

## Faits notables
En 1968, le premier jour des répétitions, des personnes se présentèrent à l'Albert Hall, prétendant être la délégation albanaise. La rumeur circula alors des débuts de l’Albanie. Il s’avéra ensuite qu’il s’agissait d’une plaisanterie, montée par des comédiens.

## Représentants
| Édition | Année | Artiste(s)                      | Chanson                 | Langue(s)         | Traduction française           | Finale                                                 | Finale                                                 | Demi-finale                                            | Demi-finale                                            |
| Édition | Année | Artiste(s)                      | Chanson                 | Langue(s)         | Traduction française           | Place                                                  | Points                                                 | Place                                                  | Points                                                 |
| ------- | ----- | ------------------------------- | ----------------------- | ----------------- | ------------------------------ | ------------------------------------------------------ | ------------------------------------------------------ | ------------------------------------------------------ | ------------------------------------------------------ |
| 49e     | 2004  | Anjeza Shahini                  | The Image of You        | Anglais           | Ton Image                      | 07                                                     | 106                                                    | 04                                                     | 167                                                    |
| 50e     | 2005  | Ledina Çelo                     | Tomorrow I Go           | Anglais           | Demain, je m'en vais           | 16                                                     | 53                                                     |                                                        |                                                        |
| 51e     | 2006  | Luiz Ejlli                      | Zjarr e ftohtë          | Albanais          | Le feu et le froid             |                                                        |                                                        | 14                                                     | 58                                                     |
| 52e     | 2007  | Frederik Ndoci (en)             | Hear My Plea            | Albanais, anglais | Entends ma plainte             |                                                        |                                                        | 17                                                     | 49                                                     |
| 53e     | 2008  | Olta Boka                       | Zemrën e lamë peng      | Albanais          | Nous avons joué avec nos cœurs | 17                                                     | 55                                                     | 09                                                     | 67                                                     |
| 54e     | 2009  | Kejsi Tola                      | Carry Me in Your Dreams | Anglais           | Emporte-moi dans tes rêves     | 17                                                     | 48                                                     | 07                                                     | 73                                                     |
| 55e     | 2010  | Juliana Pasha                   | It's All About You      | Anglais           | Il s'agit toujours de toi      | 16                                                     | 62                                                     | 06                                                     | 76                                                     |
| 56e     | 2011  | Aurela Gaçe                     | Feel the Passion        | Anglais, albanais | Ressens la passion             |                                                        |                                                        | 13                                                     | 47                                                     |
| 57e     | 2012  | Rona Nishliu                    | Suus                    | Albanais          | Personnel                      | 05                                                     | 146                                                    | 02                                                     | 146                                                    |
| 58e     | 2013  | Adrian Lulgjuraj & Bledar Sejko | Identitet               | Albanais          | Identité                       |                                                        |                                                        | 15                                                     | 31                                                     |
| 59e     | 2014  | Herciana Matmuja                | One Night's Anger       | Anglais           | Colère d'une nuit              |                                                        |                                                        | 15                                                     | 22                                                     |
| 60e     | 2015  | Elhaida Dani                    | I'm Alive               | Anglais           | Je suis en vie                 | 17                                                     | 34                                                     | 10                                                     | 62                                                     |
| 61e     | 2016  | Eneda Tarifa                    | Fairytale               | Anglais           | Conte de fées                  |                                                        |                                                        | 16                                                     | 45                                                     |
| 62e     | 2017  | Lindita Halimi                  | World                   | Anglais           | Monde                          |                                                        |                                                        | 14                                                     | 76                                                     |
| 63e     | 2018  | Eugent Bushpepa                 | Mall                    | Albanais          | Désir                          | 11                                                     | 184                                                    | 08                                                     | 162                                                    |
| 64e     | 2019  | Jonida Maliqi                   | Ktheju tokës            | Albanais          | Retour à la terre              | 17                                                     | 90                                                     | 09                                                     | 96                                                     |
| 65e     | 2020  | Arilena Ara                     | Fall from the Sky       | Anglais           | Tomber du ciel                 | Concours annulé à la suite de la pandémie de COVID-19. | Concours annulé à la suite de la pandémie de COVID-19. | Concours annulé à la suite de la pandémie de COVID-19. | Concours annulé à la suite de la pandémie de COVID-19. |
| 65e     | 2021  | Anxhela Peristeri               | Karma                   | Albanais          | -                              | 21                                                     | 57                                                     | 10                                                     | 112                                                    |
| 66e     | 2022  | Ronela Hajati                   | Sekret                  | Albanais, anglais | Secret                         |                                                        |                                                        | 12                                                     | 58                                                     |
| 67e     | 2023  | Albina & Familja Kelmendi       | Duje                    | Albanais          | L'amour                        | 22                                                     | 76                                                     | 09                                                     | 83                                                     |
| 68e     | 2024  | BESA                            | TITAN                   | Anglais           | -                              |                                                        |                                                        | 15                                                     | 14                                                     |
| 69e     | 2025  | Shkodra Elektronike             | Zjerm                   | Albanais          | Bruit                          | 08                                                     | 218                                                    | 02                                                     | 122                                                    |
| 70e     | 2026  |                                 |                         |                   |                                |                                                        |                                                        |                                                        |                                                        |

- Première place
- Deuxième place
- Troisième place
- Dernière place

 Qualification automatique en finale
 Élimination en demi-finale
1. ↑  Spécifiquement dans la forme dialectale guègue.

## Galerie

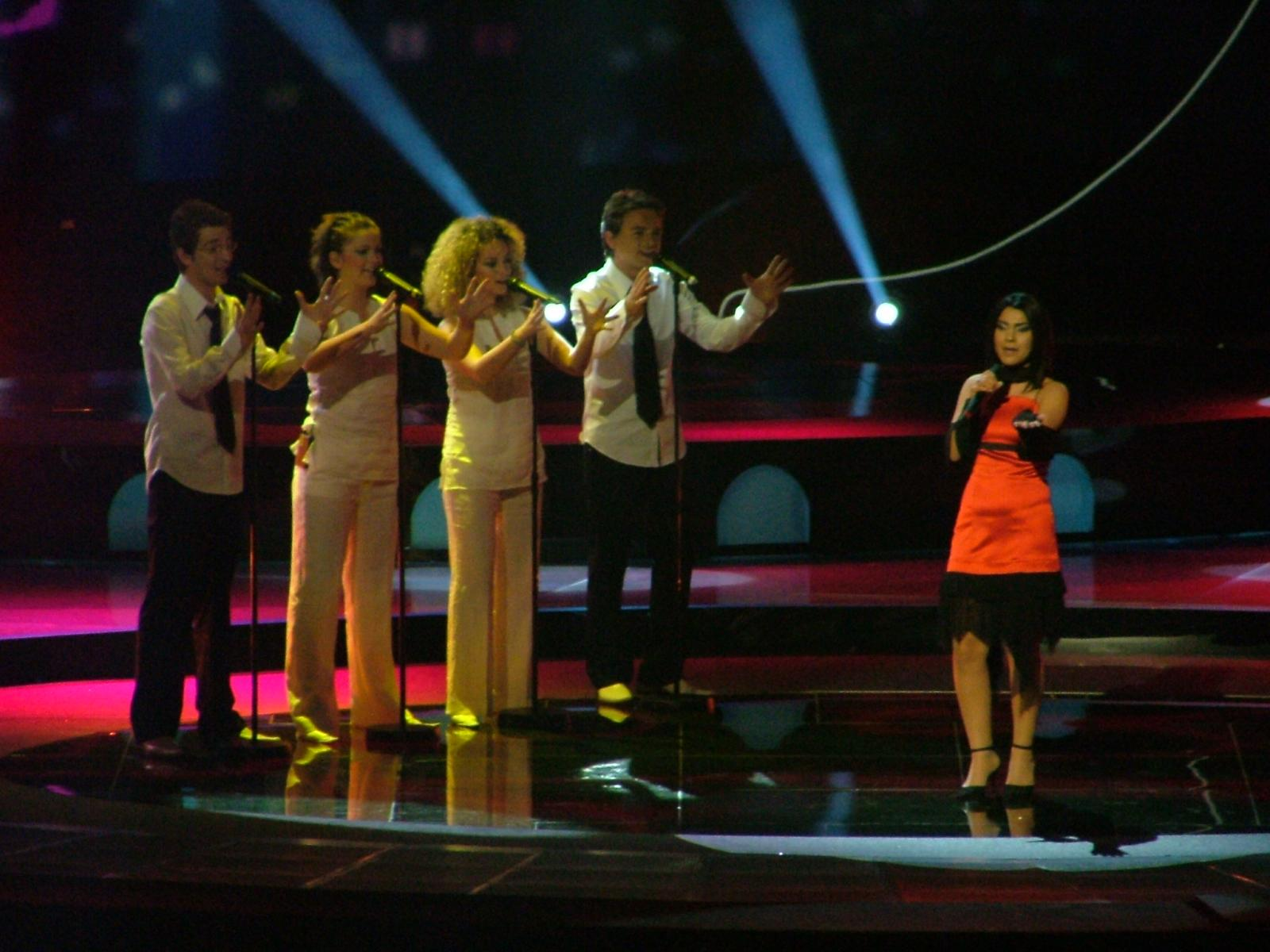
Anjeza Shahini à Istanbul (2004)
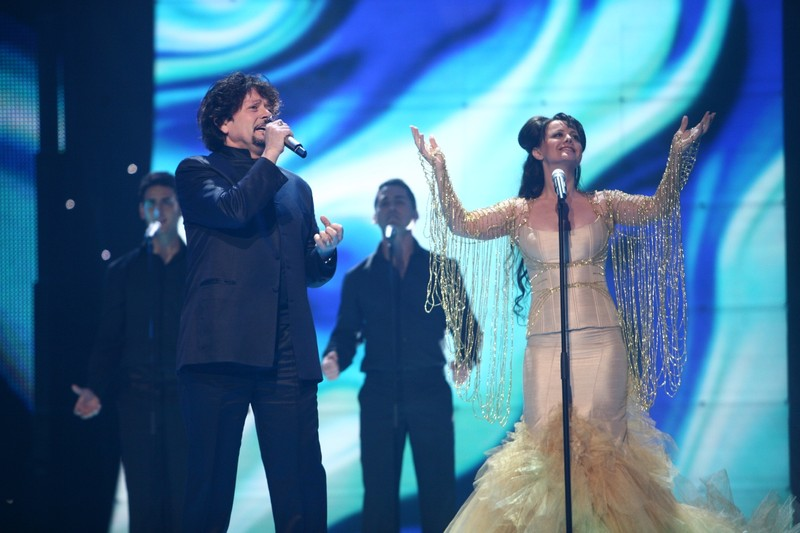
Frederik Ndoci à Helsinki (2007)
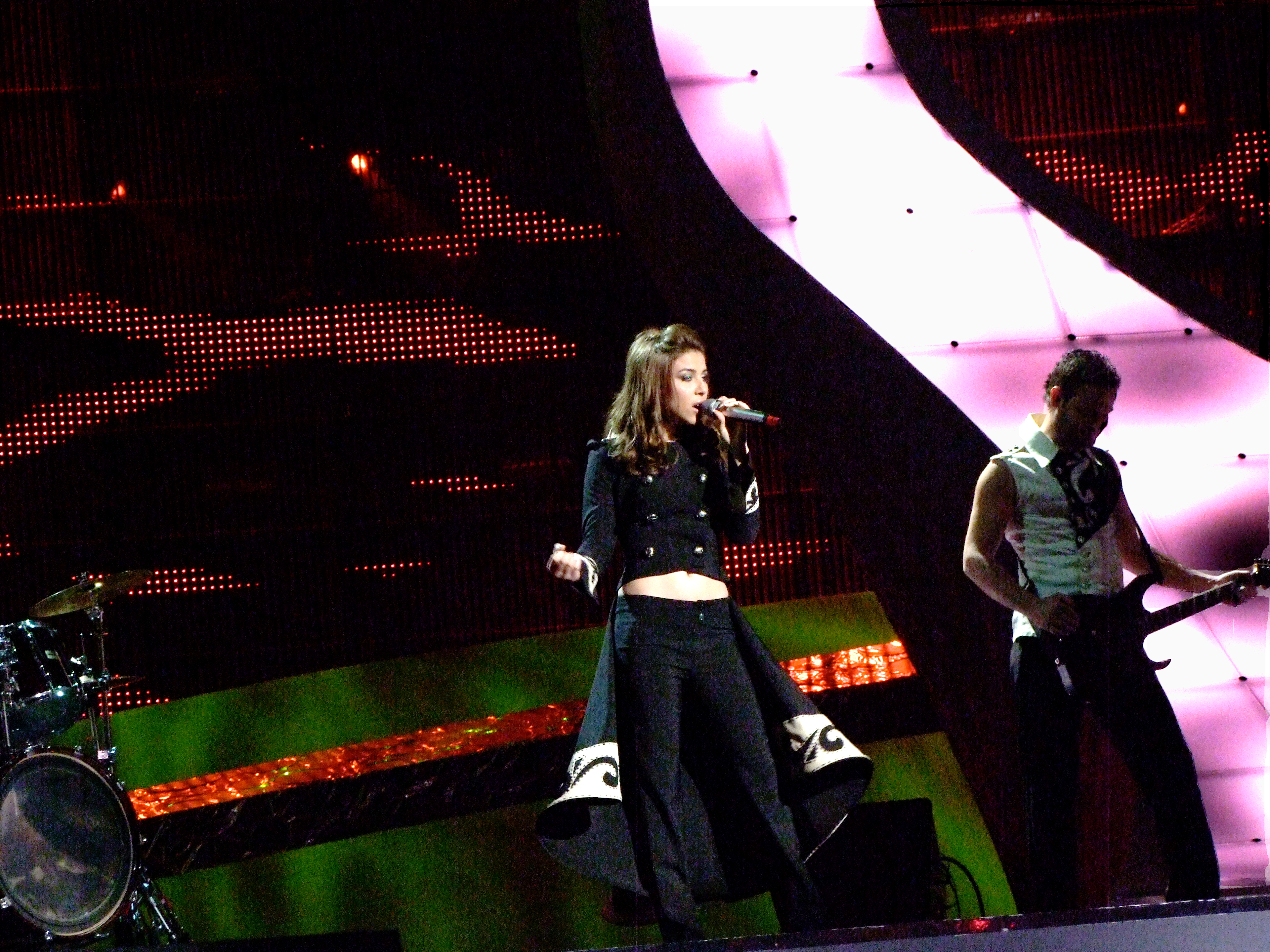
Olta Boka à Belgrade (2008)
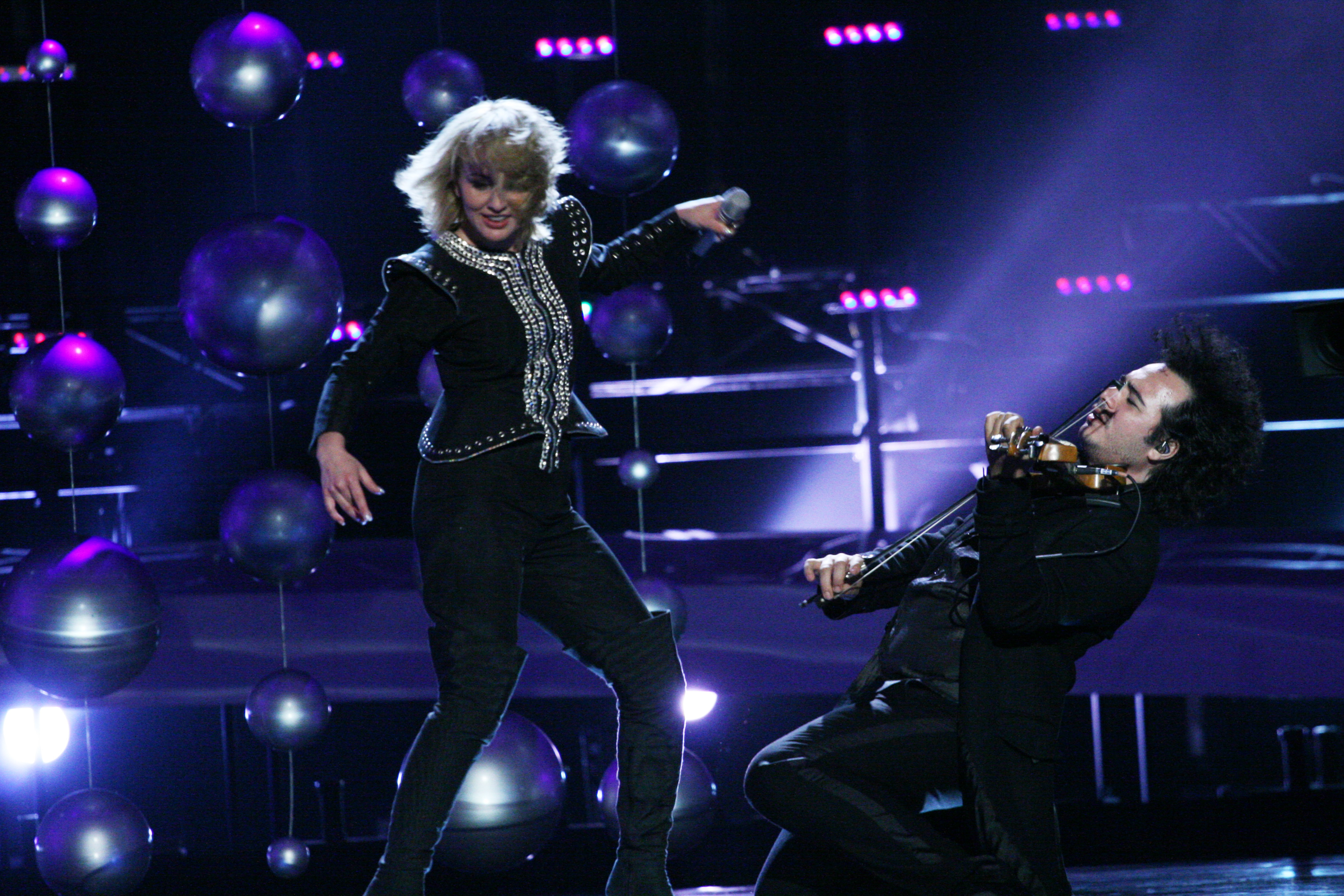
Juliana Pasha à Oslo (2010)
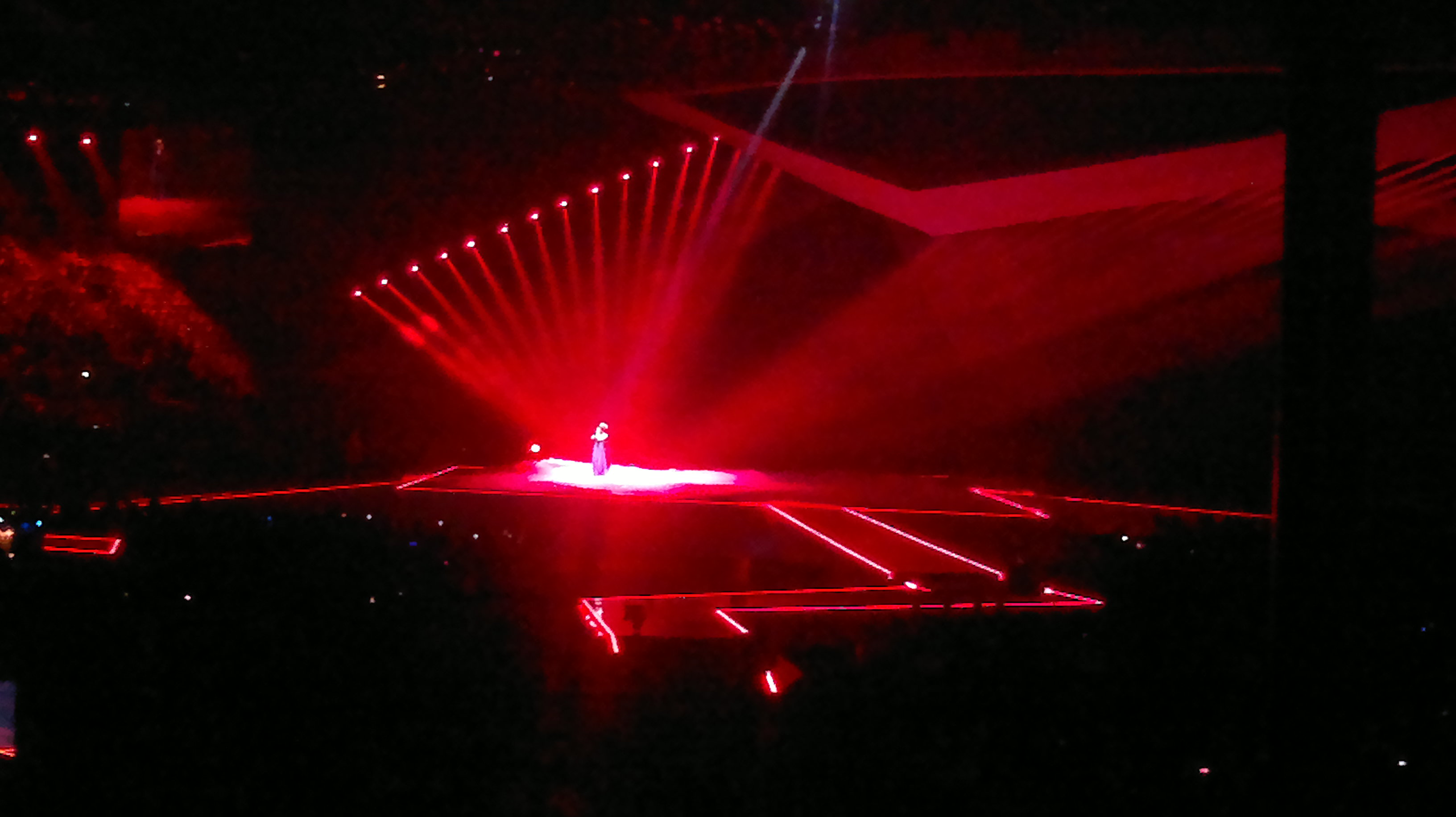
Rona Nishliu à Bakou (2012)
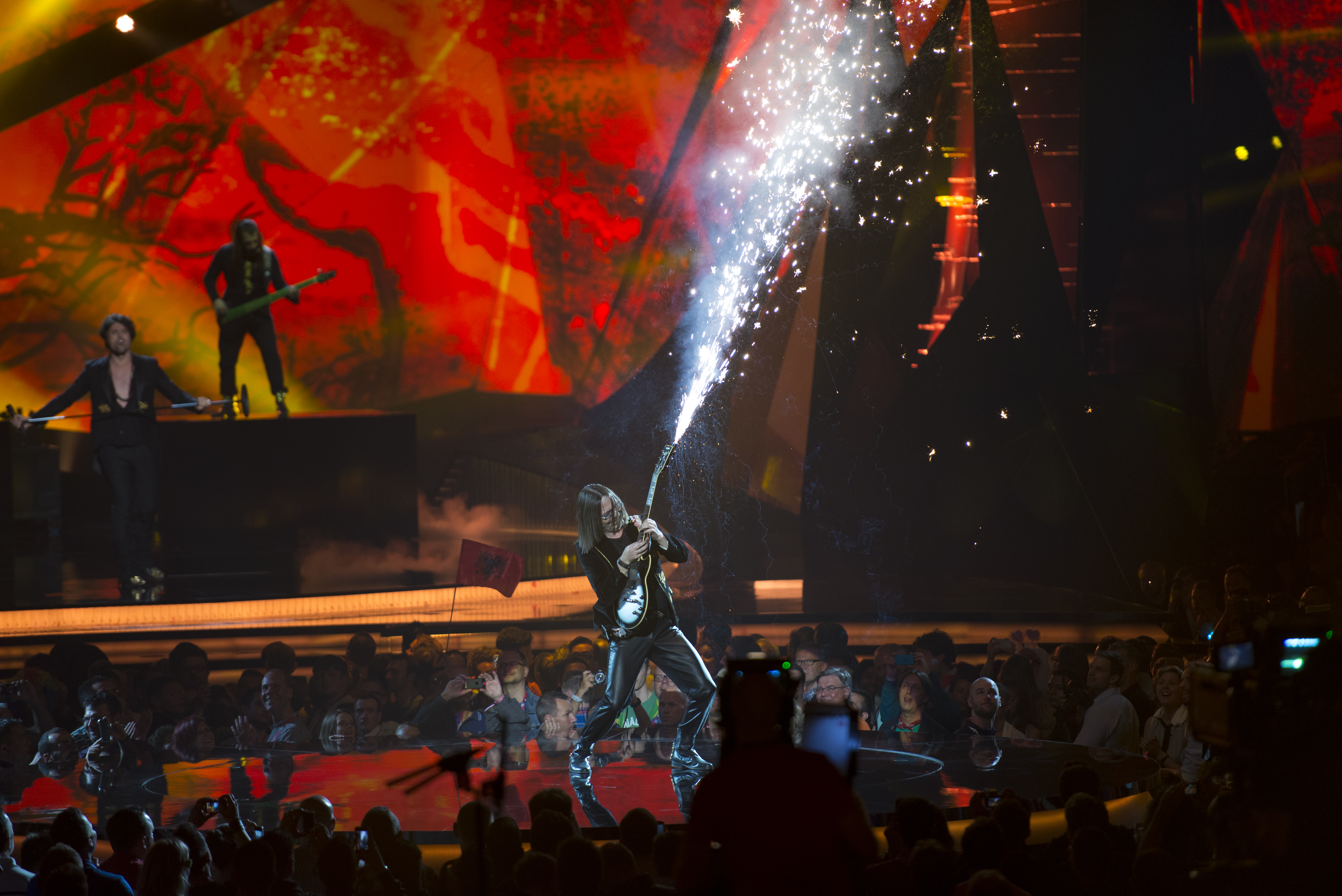
Adrian Lulgjuraj & Bledar Sejko à Malmö (2013)
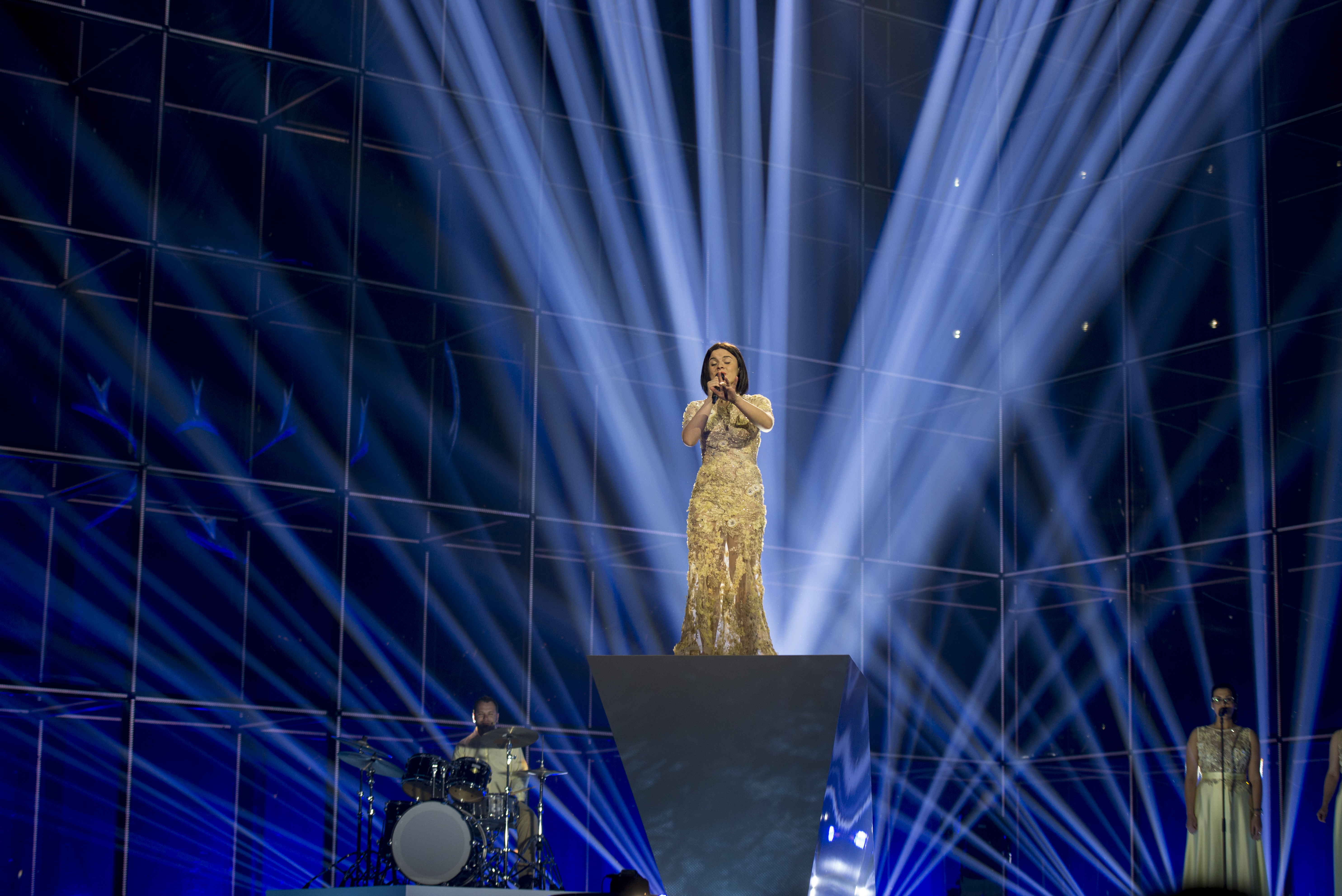
Herciana Matmuja à Copenhague (2014)
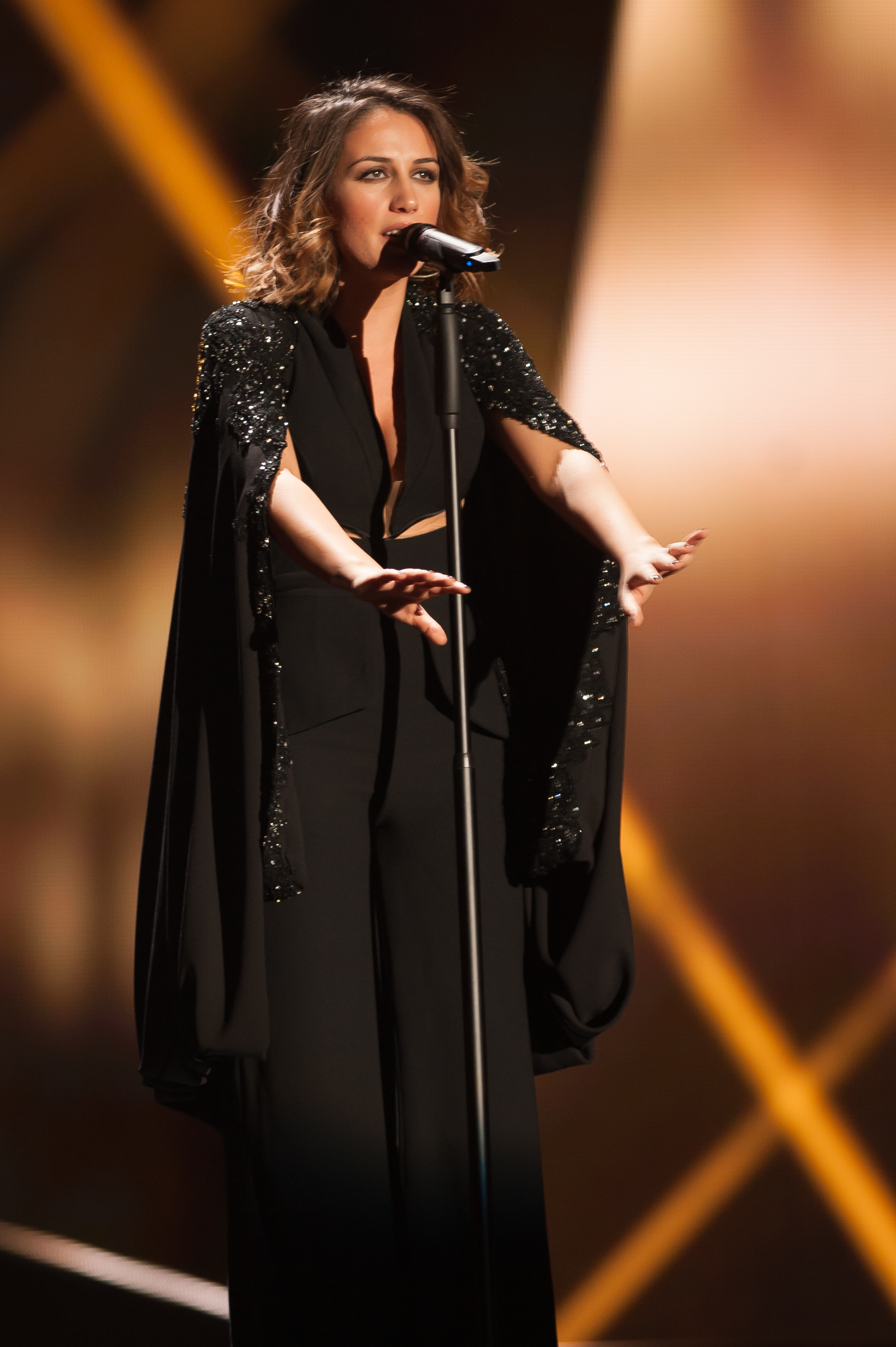
Elhaida Dani à Vienne (2015)
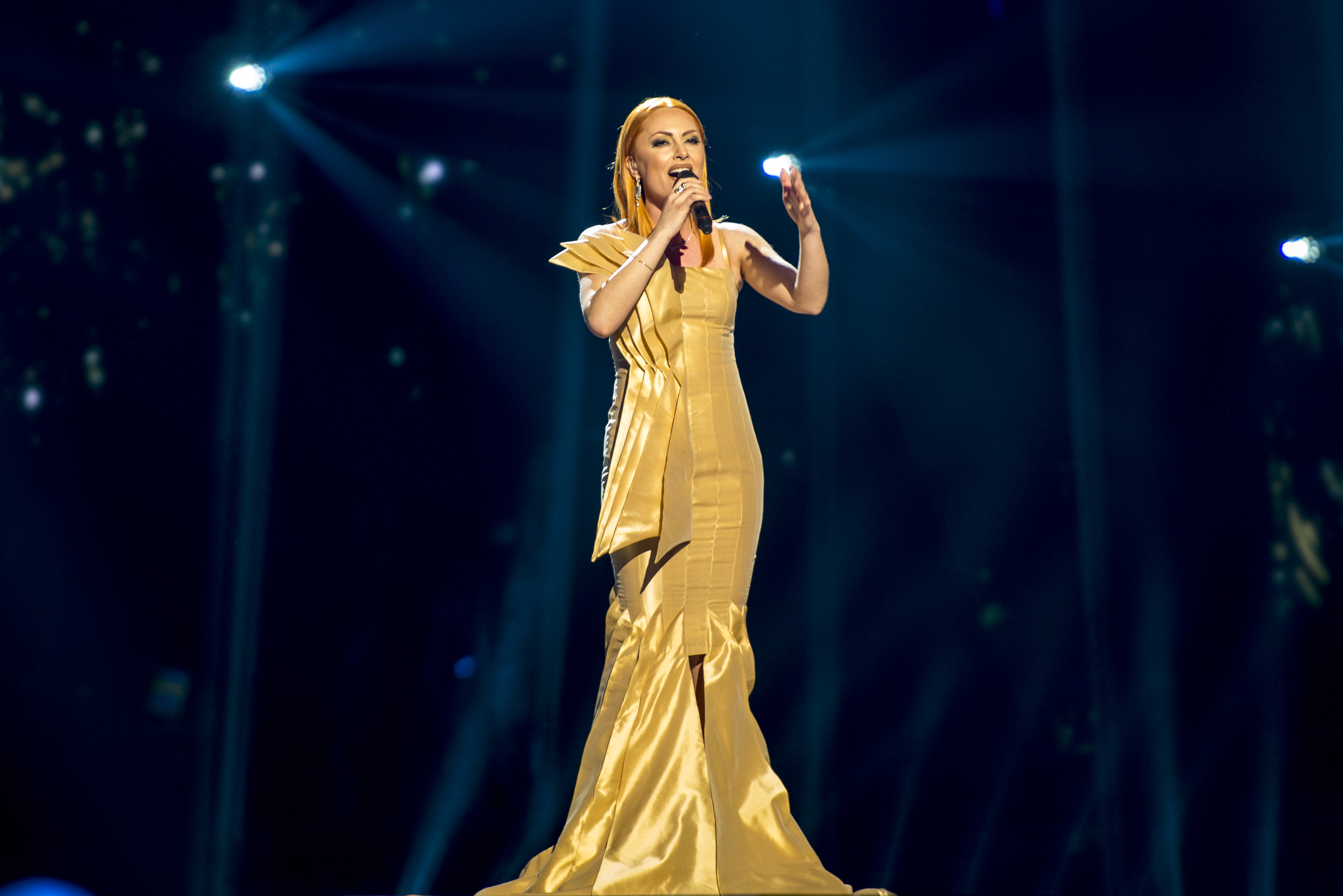
Eneda Tarifa à Stockholm (2016)
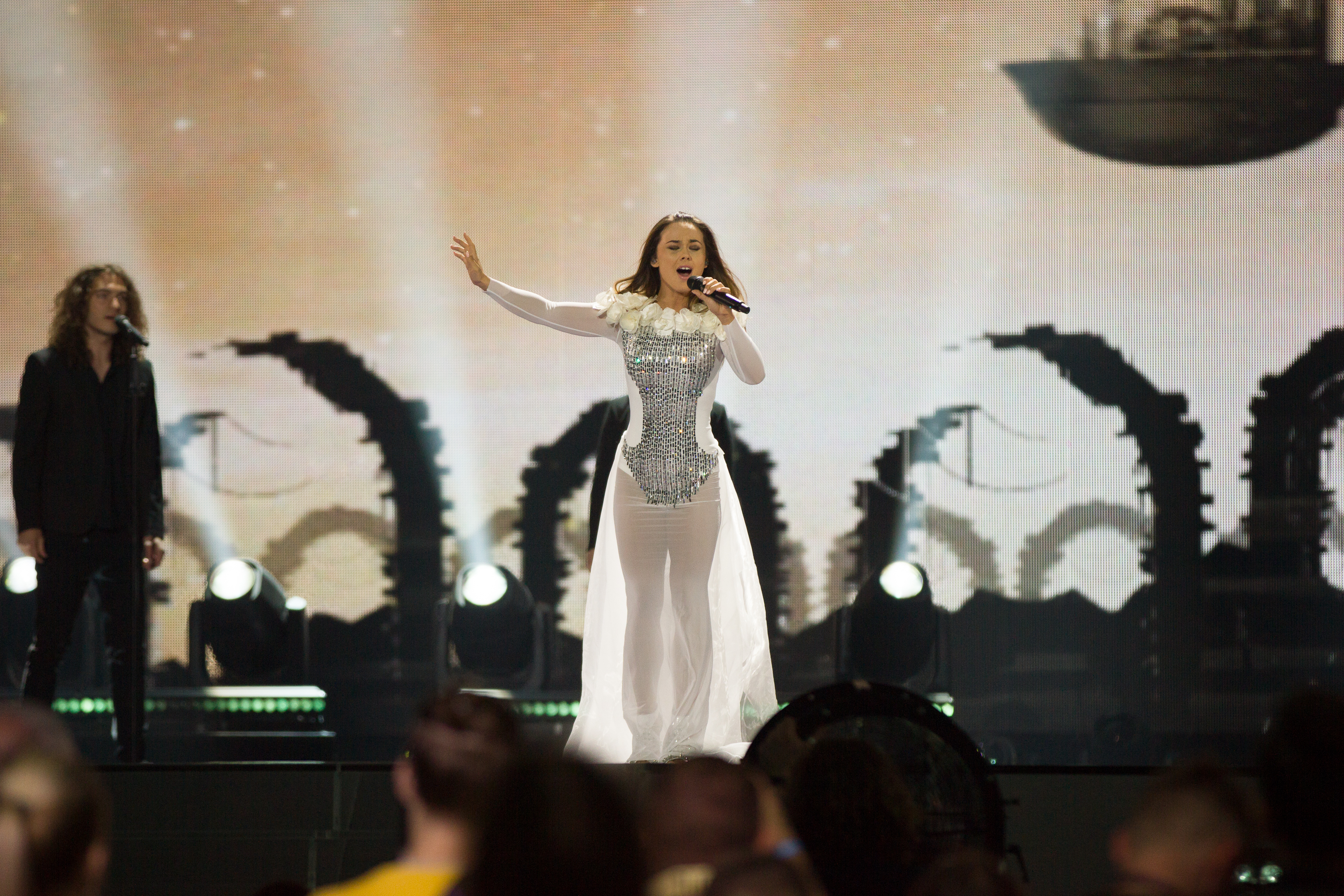
Lindita Halimi à Kiev (2017)
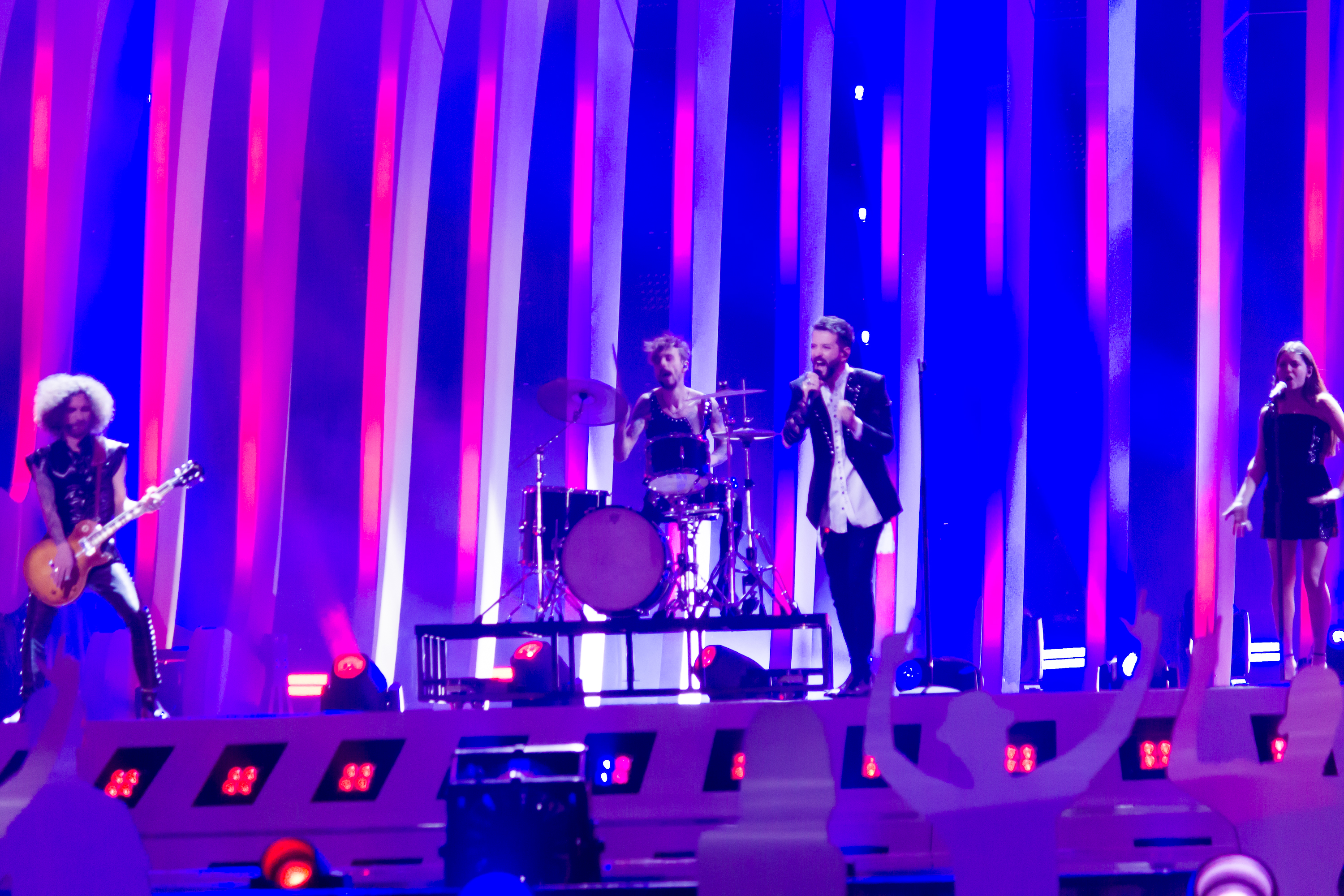
Eugent Bushpepa à Lisbonne (2018)
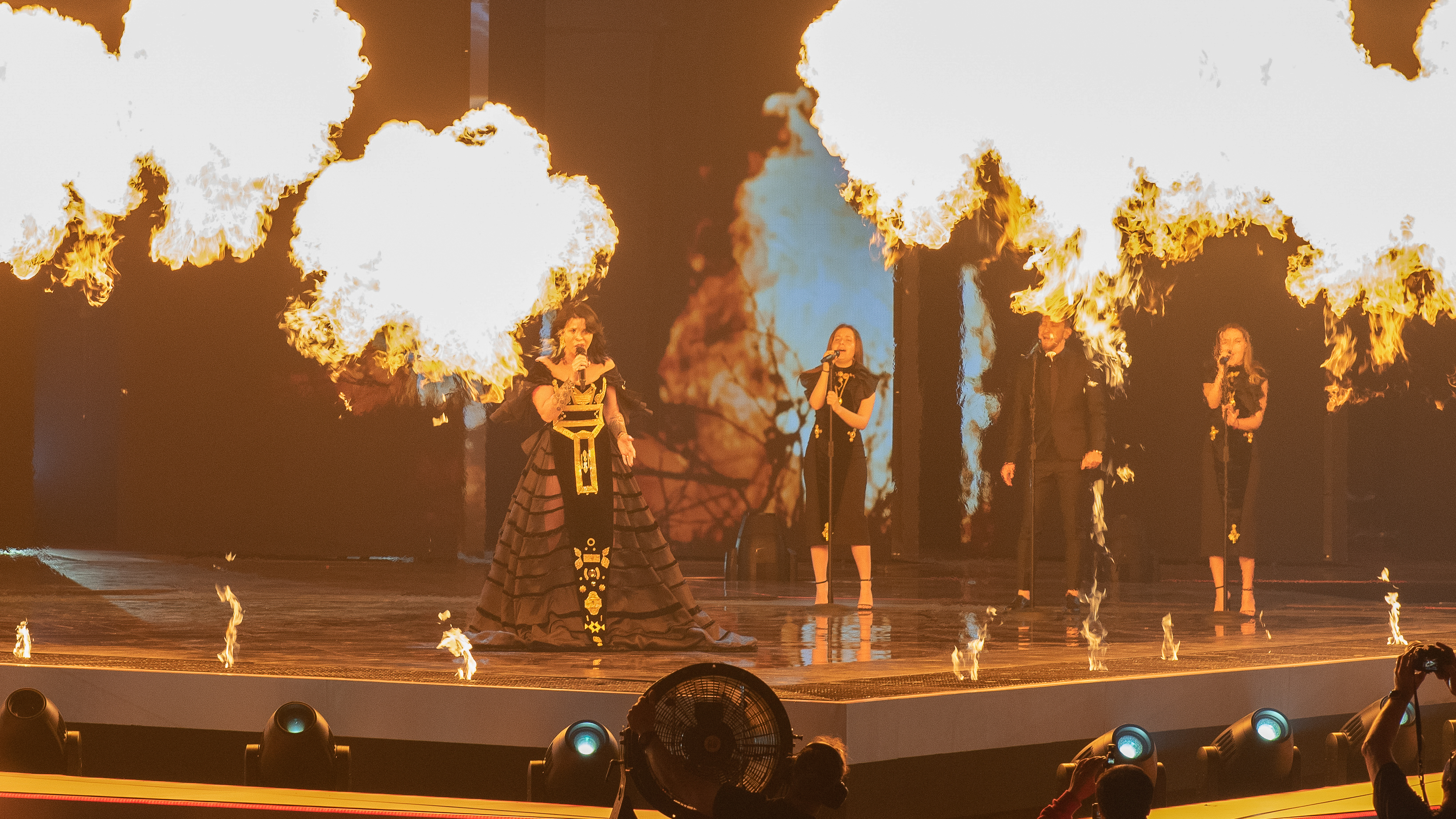
Jonida Maliqi à Tel Aviv (2019)
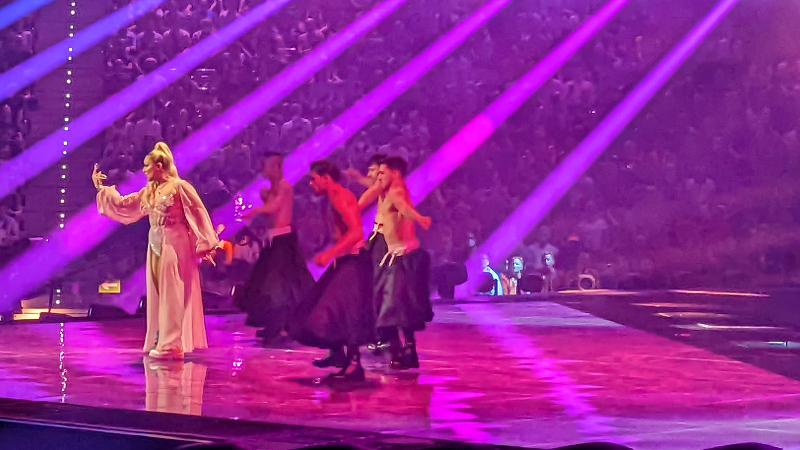
Ronela Hajati à Turin (2022)
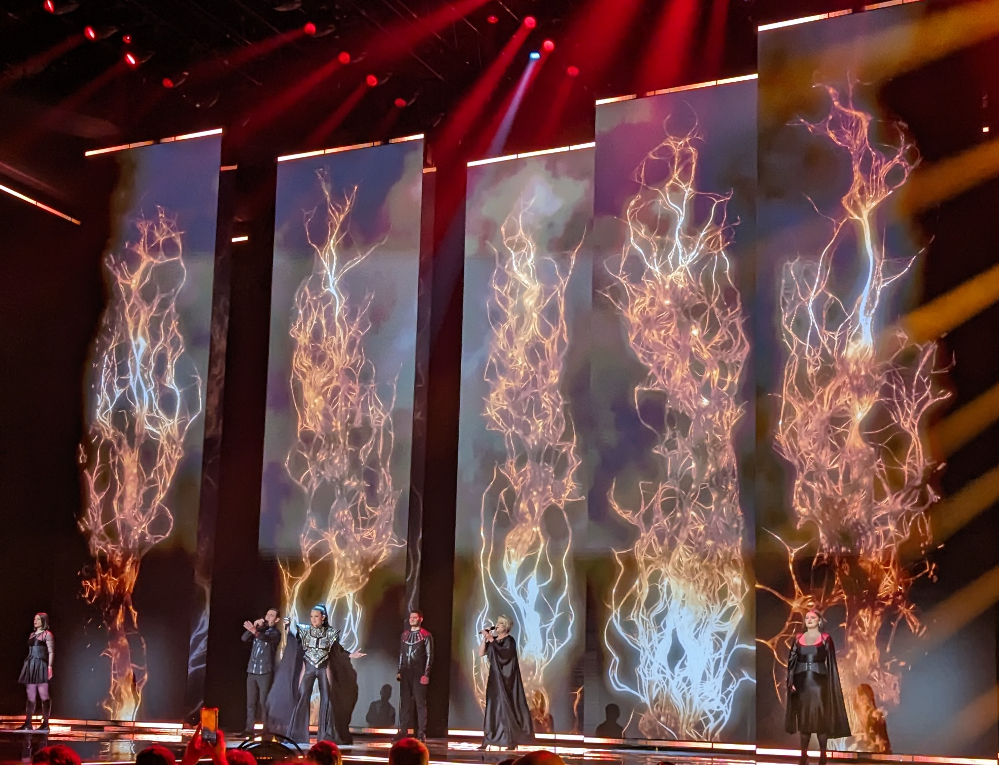
Albina et Familja Kelmendi à Liverpool (2023)
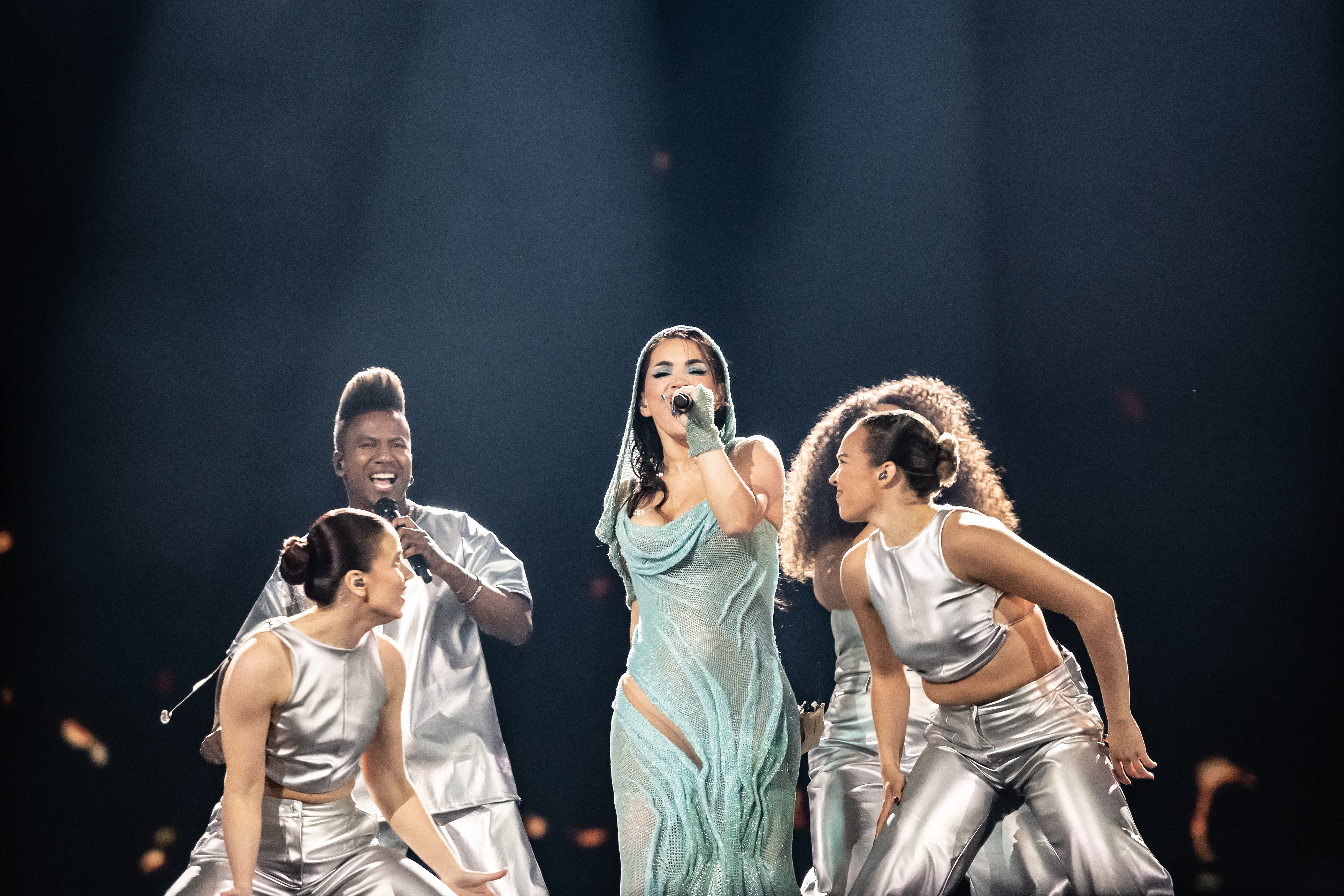
Besa à Malmö (2024)
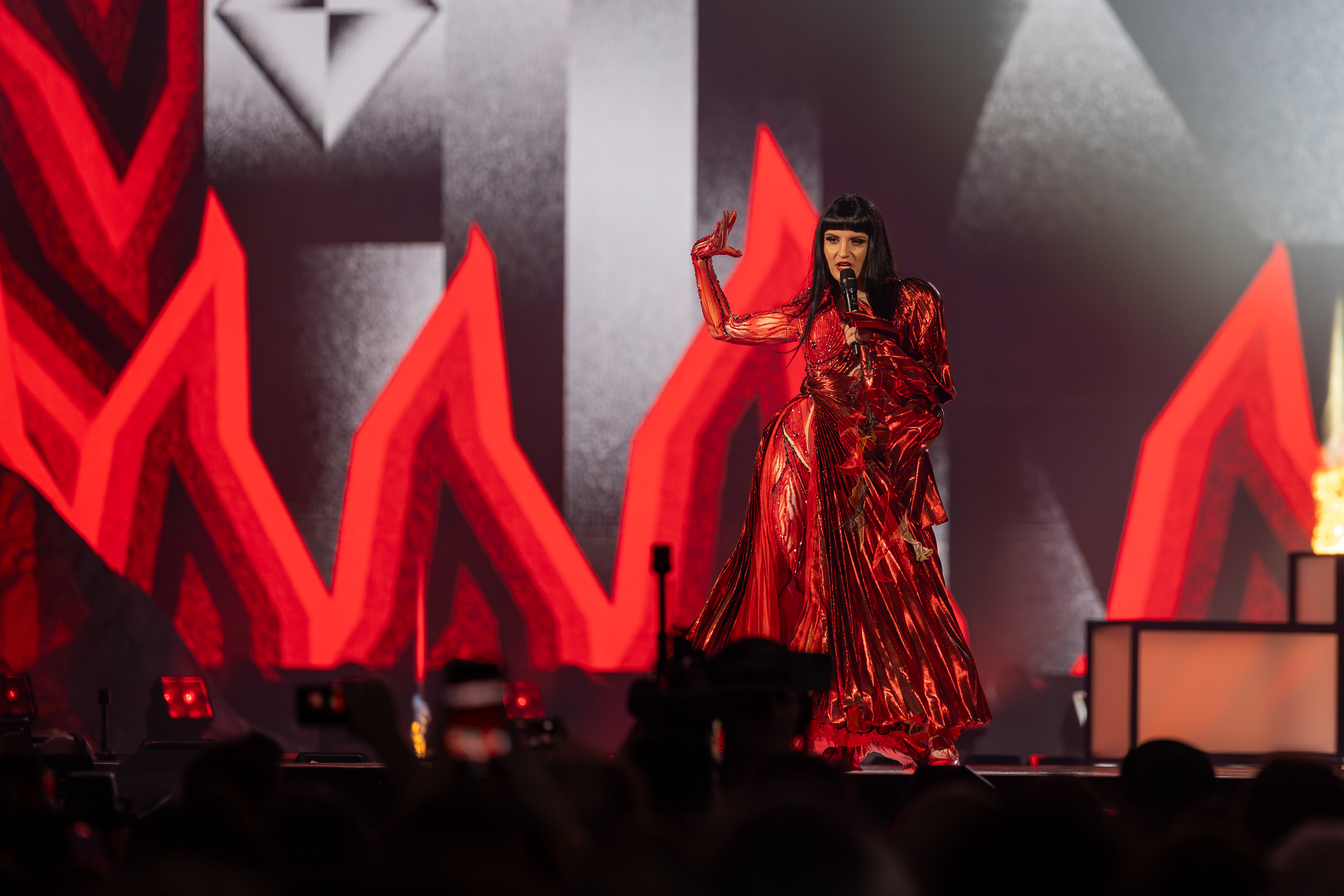
Shkodra Elektronike à Bâle (2025)

## Commentateurs et porte-paroles
| Année | Commentateur(s)                                       | Porte-parole                                          |
| ----- | ----------------------------------------------------- | ----------------------------------------------------- |
| 2004  | Leon Menkshi                                          | Zhani Ciko                                            |
| 2005  | Leon Menkshi                                          | Zhani Ciko                                            |
| 2006  | Leon Menkshi                                          | Leon Menkshi                                          |
| 2007  | Leon Menkshi                                          | Leon Menkshi                                          |
| 2008  | Leon Menkshi                                          | Leon Menkshi                                          |
| 2009  | Leon Menkshi                                          | Leon Menkshi                                          |
| 2010  | Leon Menkshi                                          | Leon Menkshi                                          |
| 2011  | Leon Menkshi                                          | Leon Menkshi                                          |
| 2012  | Alfred Kaçinari & Andri Xhahu                         | Andri Xhahu                                           |
| 2013  | Andri Xhahu                                           | Andri Xhahu                                           |
| 2014  | Andri Xhahu                                           | Andri Xhahu                                           |
| 2015  | Andri Xhahu                                           | Andri Xhahu                                           |
| 2016  | Andri Xhahu                                           | Andri Xhahu                                           |
| 2017  | Andri Xhahu                                           | Andri Xhahu                                           |
| 2018  | Andri Xhahu                                           | Andri Xhahu                                           |
| 2019  | Andri Xhahu                                           | Andri Xhahu                                           |
| 2020  | Concours annulé à la suite de la pandémie de COVID-19 | Concours annulé à la suite de la pandémie de COVID-19 |
| 2021  | Andri Xhahu                                           | Andri Xhahu                                           |
| 2022  | Andri Xhahu                                           | Andri Xhahu                                           |
| 2023  | Andri Xhahu                                           | Andri Xhahu                                           |
| 2024  | Andri Xhahu                                           | Andri Xhahu                                           |
| 2025  | Andri Xhahu                                           | Andri Xhahu                                           |

## Historique de vote
Depuis 2004, l'Albanie a attribué en finale le plus de points à :
| Rang | Pays      | Points |
| ---- | --------- | ------ |
| 1    | Italie    | 208    |
| 2    | Grèce     | 184    |
| 3    | Suède     | 89     |
| 4    | France    | 78     |
| 4    | Espagne   | 78     |
| 6    | Turquie   | 71     |
| 7    | Suisse    | 68     |
| 8    | Chypre    | 65     |
| 9    | Israël    | 58     |
| 10   | Allemagne | 53     |

Depuis 2004, l'Albanie a reçu en finale le plus de points de la part de :
| Rang | Pays              | Points |
| ---- | ----------------- | ------ |
| 1    | Macédoine du Nord | 127    |
| 2    | Grèce             | 116    |
| 3    | Suisse            | 97     |
| 4    | Monténégro        | 91     |
| 5    | Italie            | 67     |
| 6    | Croatie           | 54     |
| 7    | Azerbaïdjan       | 35     |
| 8    | Autriche          | 34     |
| 9    | Slovénie          | 33     |
| 10   | Saint-Marin       | 32     |
| 10   | Belgique          | 32     |
| 10   | Malte             | 32     |

### 12 Points
Légende
 Vainqueur - L'Albanie a donné 12 points à la chanson victorieuse / L'Albanie a reçu 12 points et a gagné le concours
 2e place - L'Albanie a donné 12 points à la chanson arrivée à la seconde place / L'Albanie a reçu 12 points et est arrivée deuxième
 3e place - L'Albanie a donné 12 points à la chanson arrivée à la troisième place / L'Albanie a reçu 12 points et est arrivée troisième
 Qualifiée - L'Albanie a donné 12 points à une chanson parvenue à se qualifier pour la finale / L'Albanie a reçu 12 points et s'est qualifiée pour la finale
 Non-qualifiée - L'Albanie a donné 12 points à une chanson éliminée durant les demi-finales / L'Albanie a reçu 12 points mais n'est pas parvenue à se qualifier pour la finale
| Année         | Attribués          | Attribués   | Reçus                               | Reçus                                         |
| Année         | Finale             | Demi-Finale | Finale                              | Demi-Finale                                   |
| 2004          | Grèce              | Grèce       | Macédoine                           | Macédoine                                     |
| 2005          | Grèce              | Macédoine   | Macédoine                           | Pas de demi-finales                           |
| 2006          | Bosnie-Herzégovine | Macédoine   | Non qualifiée                       | Macédoine                                     |
| 2007          | Espagne            | Turquie     | Non qualifiée                       | Aucun                                         |
| 2008          | Grèce              | Turquie     | Macédoine                           | Macédoine                                     |
| 2009          | Grèce              | Grèce       | Aucun                               | Aucun                                         |
| 2010          | Grèce              | Macédoine   | Macédoine                           | Grèce Macédoine                               |
| 2011          | Italie             | Turquie     | Non qualifiée                       | Grèce                                         |
| 2012          | Grèce              | Monténégro  | Italie Macédoine Saint-Marin Suisse | Autriche Azerbaïdjan Italie Monténégro Suisse |
| 2013          | Italie             | Macédoine   | Non qualifiée                       | Aucun                                         |
| 2014          | Espagne            | Monténégro  | Non qualifiée                       | Monténégro                                    |
| 2015          | Italie             | Grèce       | Macédoine                           | Aucun                                         |
| 2016 Jury     | Australie          | Macédoine   | Non qualifiée                       | Aucun                                         |
| 2016 Télévote | Australie          | Macédoine   | Non qualifiée                       | Macédoine                                     |
| 2017 Jury     | Italie             | Moldavie    | Non qualifiée                       | Aucun                                         |
| 2017 Télévote | Italie             | Portugal    | Non qualifiée                       | Monténégro                                    |
| 2018 Jury     | Italie             | Chypre      | Azerbaïdjan                         | Biélorussie Islande                           |
| 2018 Télévote | Italie             | Chypre      | Italie Macédoine                    | Macédoine                                     |
| 2019 Jury     | Macédoine          | Macédoine   | Aucun                               | Macédoine                                     |
| 2019 Télévote | Russie             | Norvège     | Italie Macédoine                    | Italie Macédoine Suisse                       |
| 2021 Jury     | Suisse             | Suisse      | Malte                               | Aucun                                         |
| 2021 Télévote | Suisse             | Suisse      | Aucun                               | Aucun                                         |
| 2022 Jury     | Italie             | Ukraine     | Non qualifiée                       | Grèce                                         |
| 2022 Télévote | Grèce              | Bulgarie    | Non qualifiée                       | Grèce                                         |
| 2023 Jury     | Suède              | Pas de jury | Aucun                               | Pas de jury                                   |
| 2023 Télévote | Italie             | Australie   | Suisse                              | Reste du Monde Slovénie                       |
| 2024 Jury     | Suisse             | Pas de jury | Non qualifiée                       | Pas de jury                                   |
| 2024 Télévote | Croatie            | Israël      | Non qualifiée                       | Aucun                                         |
| 2025 Jury     | France             | Pas de jury | France                              | Pas de jury                                   |
| 2025 Télévote | Grèce              | Chypre      | Grèce Monténégro                    | Reste du Monde                                |